# Lobbes
Lobbes est une commune francophone de Belgique située en Région wallonne dans la province de Hainaut. Elle est située près de la Sambre, un affluent de la Meuse.

## Étymologie
Pour certains spécialistes, le nom de Lobbes trouve son origine dans le terme Laubacum signifiant ruisseau, d’autres y voient une origine germanique se rapprochant du terme lauh-baki ou lauha-baki signifiant généralement ruisseau des bois.

## Géographie

### Sections de commune
| # | Nom                   | Superf. (km²) | Habitants (2020) | Habitants par km² | Code INS |
| - | --------------------- | ------------- | ---------------- | ----------------- | -------- |
| 1 | Lobbes                | 9,29          | 3.887            | 418               | 56044A   |
| 2 | Sars-la-Buissière     | 10,07         | 830              | 82                | 56044B   |
| 3 | Bienne-lez-Happart    | 3,93          | 454              | 115               | 56044C   |
| 4 | Mont-Sainte-Geneviève | 8,91          | 647              | 73                | 56044D   |

### Communes limitrophes
|                          | Binche / Anderlues / Fontaine-l'Évêque |       |
| Binche Merbes-le-Château | Lobbes                                 | Thuin |
|                          | Thuin Merbes-le-Château                |       |

### Morphologie urbaine

#### Hameaux, cité et lieux-dits

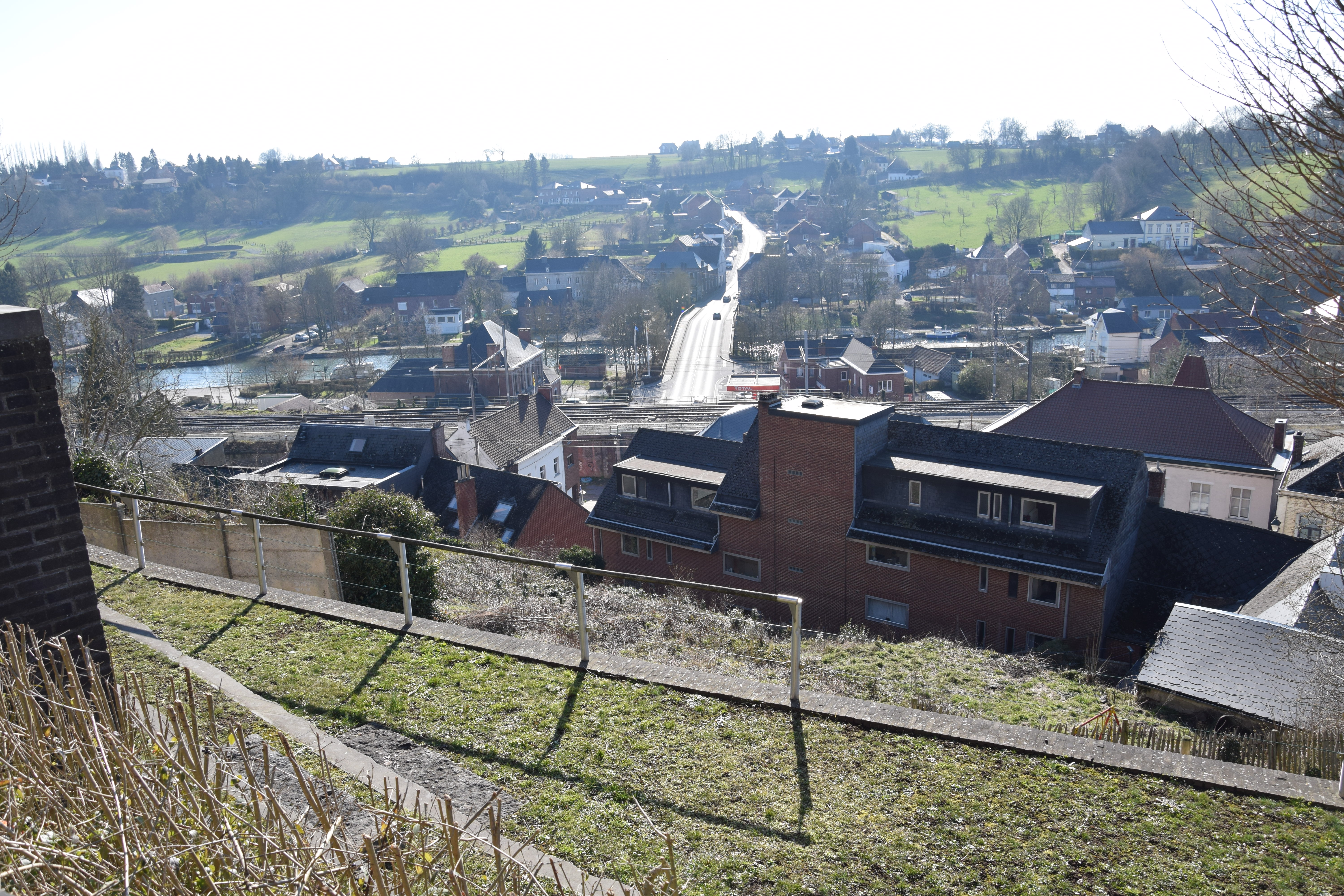
Vue vers le hameau d'Heuleu vue de la collégiale Saint-Ursmer.

- Les Bonniers, hameau qui se situe au nord de la commune.
- La Grattière, se situe au sud du pont de la Sambre.
- Le Calvaire, il se situe sur le plateau de l'Entreville.
- L'Entreville, nom du quartier du carrefour du même nom.

#### Lieux-dits
- Heuleu, lieu-dit sur les hauteurs de Lobbes. On y trouve un cimetière militaire de la Première Guerre mondiale dominé par une tour blanche.
- Gaux, ce lieu-dit se trouve près du centre de la commune.
- Champ du Loup, une ferme qui porte le même nom datant des XVIIIe et XIXe siècles[4].
- Les Quatre Chemins, il se situe entre le Calvaire et les Bonniers.
- Les Crochets, il se situe sur la pente de la collégiale et la Sambre, une rue porte le nom.
- Pichotin, près de la collégiale Saint-Ursmer.
- Bambois, sur la rive droite en remontant la Sambre.
- Briqueterie, nom donné à ce lieu où l'on trouvait une briqueterie.
- Saint-Nicolèy, sur les hauteurs où se trouve la Portelette.
- Champ de l'Abbaye.
- Trou des Loups, entre les Quatre Chemins et les Bonniers.
- Taille des Chevaux, au nord du quartier des Bonniers.
- Les Dérodés, dans le quartier des Bonniers.
- Le Laid Pas, à la limite avec Thuin.
- Terre du Rœulx, à l'ouest de la commune.

#### Cité
- Cité des Dérodes, il est situé au Bonniers.

### Bois
- Bois de la Houssière, situé au nord-est de la commune à la limite avec Mont-Sainte-Geneviève.
- Bois de Lobbes, à la limite avec Thuin.
- Bois du Baron, à la limite ouest de la commune.
- Bois Gabelle, situé à l'est où se trouve la zone industrielle Lobbes-Thuin.

### Hydrographie
- La Sambre.

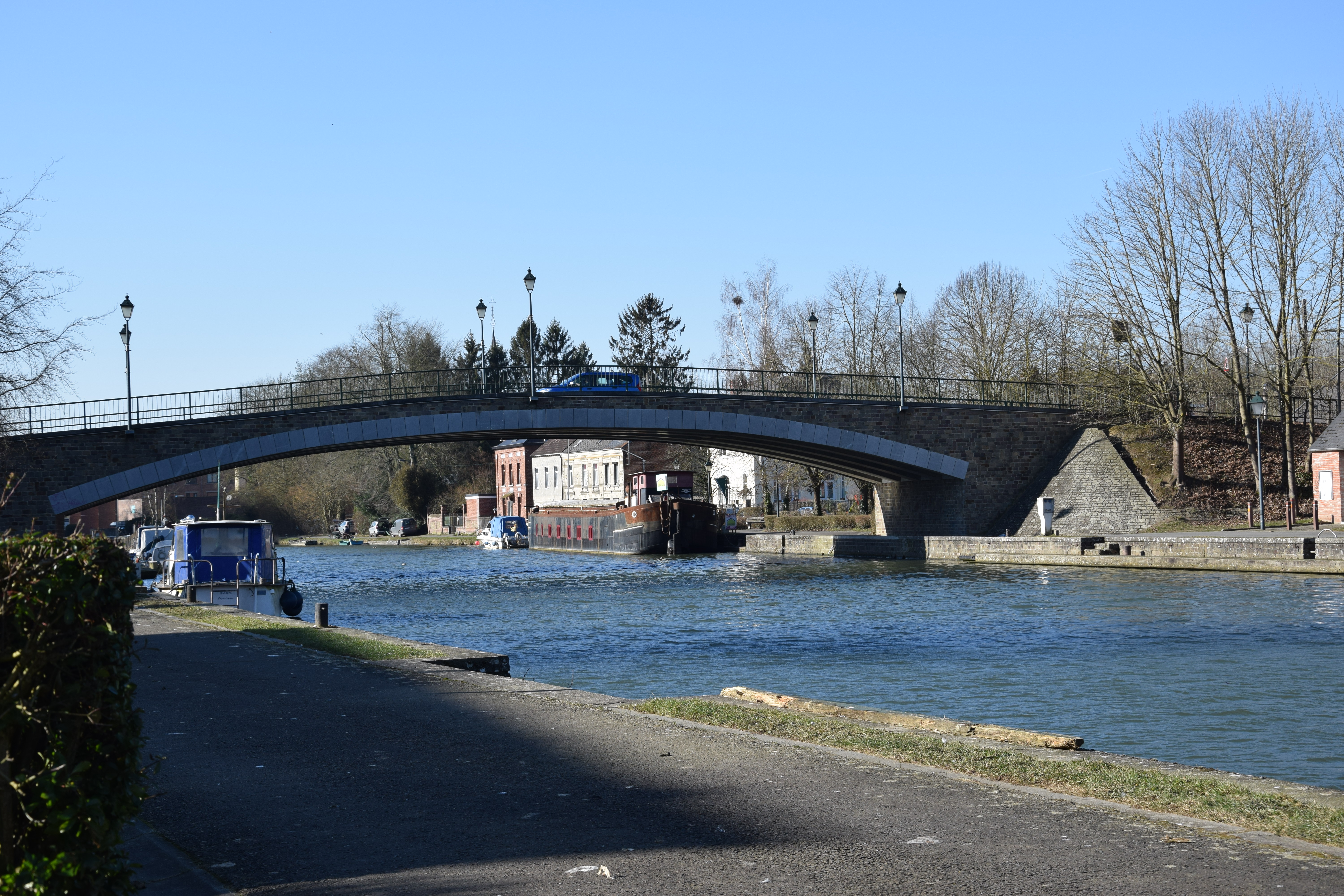
Le pont et la Sambre.

- Le Laubac, petit ruisseau qui prend sa source à Mont-Sainte-Geneviève et qui passe dans le domaine de l'ancienne abbaye, et se jette dans la Sambre.
- Étang du Moulin de Mouligneau.
- Étangs des Viviers qui se situe sur le lit du Laubac avec les étangs de la Brouille et de l'étang des Peupliers.
- Le Rabion qui coule à l'ouest et qui se jette dans la Sambre.

## Démographie

### Démographie: Avant la fusion des communes
- Bron:NIS - Opm:1831 t/m 1970=volkstellingen; 1976= inwoneraantal op 31 december

### Démographie: Commune fusionnée
En tenant compte des anciennes communes entraînées dans la fusion de communes de 1977, on peut dresser l'évolution suivante :
Les chiffres des années 1831 à 1970 tiennent compte des chiffres des anciennes communes fusionnées.
- Source: DGS , de 1831 à 1981=recensements population; à partir de 1990 = nombre d'habitants chaque 1 janvier[5]

## Histoire

### Moyen Âge

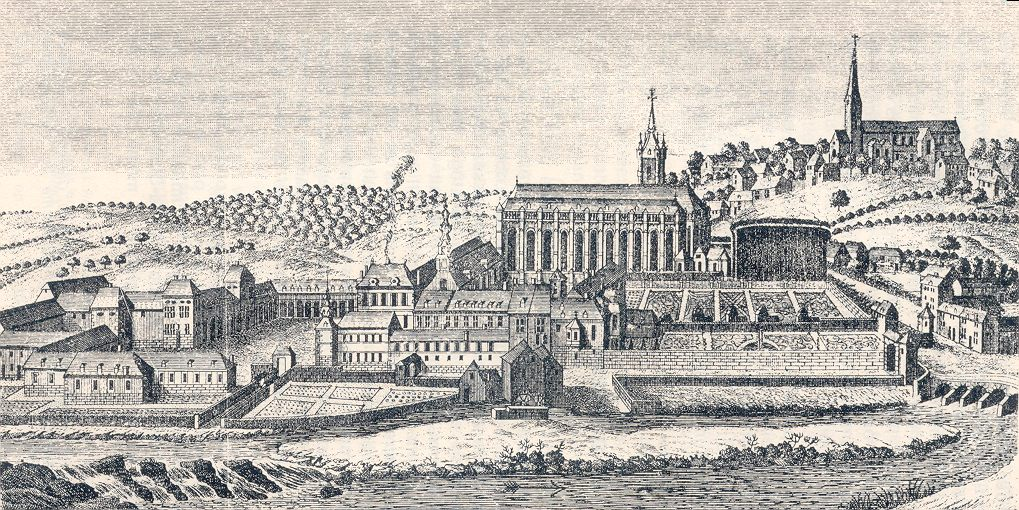
Gravure de l'abbaye.

Lobbes est une commune dont l’origine remonte au Moyen Âge puisque son histoire se confond avec celle du monastère bénédictin fondé en 654 par Landelin, un brigand converti au christianisme par saint Aubert, évêque de Cambrai. Landelin est un descendant du roi Mérovée et sa précieuse ascendance l'a certainement aidé à édifier le monastère qui deviendra le berceau de la cité que nous connaissons aujourd’hui. À peine deux siècles après sa fondation, le monastère devient non seulement une pépinière de savants et de saints mais aussi le centre d’un immense domaine dont fait mention le fameux polyptyque de Lobbes (un document rédigé par l’évêque de Cambrai à l’initiative de Lothaire II en 868-869). On sait d’ailleurs aujourd’hui que les cent septante-quatre villages qui composaient le domaine ont été donnés à l’abbaye par les souverains de l'époque et notamment par le roi des Francs Dagobert et par Pépin de Herstal dit le Vieux. Charlemagne fonde une école à Lobbes en 776, dont la riche bibliothèque valut à la ville d'être surnommée « Lobbes la Savante ». Saint Landelin n'est pas la seule grande figure de l’abbaye de Lobbes : saint Ursmer en assume la charge de 689 à 713 et la collégiale porte aujourd’hui encore son nom. En 888, l'abbaye passe sous l'autorité de l'évêché de Liège.
Au cours des siècles l'abbatiale est détruite à plusieurs reprises, mais l’église funéraire des moines située sur la colline voisine de l'abbaye, d'époque carolingienne, est préservée et devient ensuite collégiale. Lobbes est notamment assiégée par les Normands danois en 882 et les nomades magyars en 955.

### Temps modernes
Au XVe siècle la prospérité de l'abbaye est tellement mise à mal par les guerres que les chanoines sont obligés de quitter l’endroit pour se réfugier à Binche. Toutefois le monastère bénédictin continue sa mission jusqu’au 11 mai 1794, date à laquelle les troupes républicaines, menées par le général Louis Charbonnier, l’envahissent et y mettent le feu au cours d’un pillage qui dura trois jours. Les moines fuient en Allemagne alors que Napoléon accorde la propriété des biens de l'abbaye à Louis Charbonnier.
Antoine Chivot, seigneur de Lobbes, Haucourt, Precordier, Fossés, Alepolt, etc., bénéficie en avril 1668 de lettres de chevalerie héréditaire, données à Saint-Germain-en-Laye. Ancien échevin d'Arras, il est le fils de feu Jacques Chivot II, qui a été honoré du titre de chevalier et de la charge de président et chef du Conseil provincial d'Artois le 22 mars 1641. Ce Jacques Chivot II était lui-même fils de Jacques Chivot Ier, mayeur de la ville d'Aire-sur-la-Lys, et petit-fils de Floris Chivot, hommes d'armes du roi catholique (le roi d'Espagne).

### Époque contemporaine

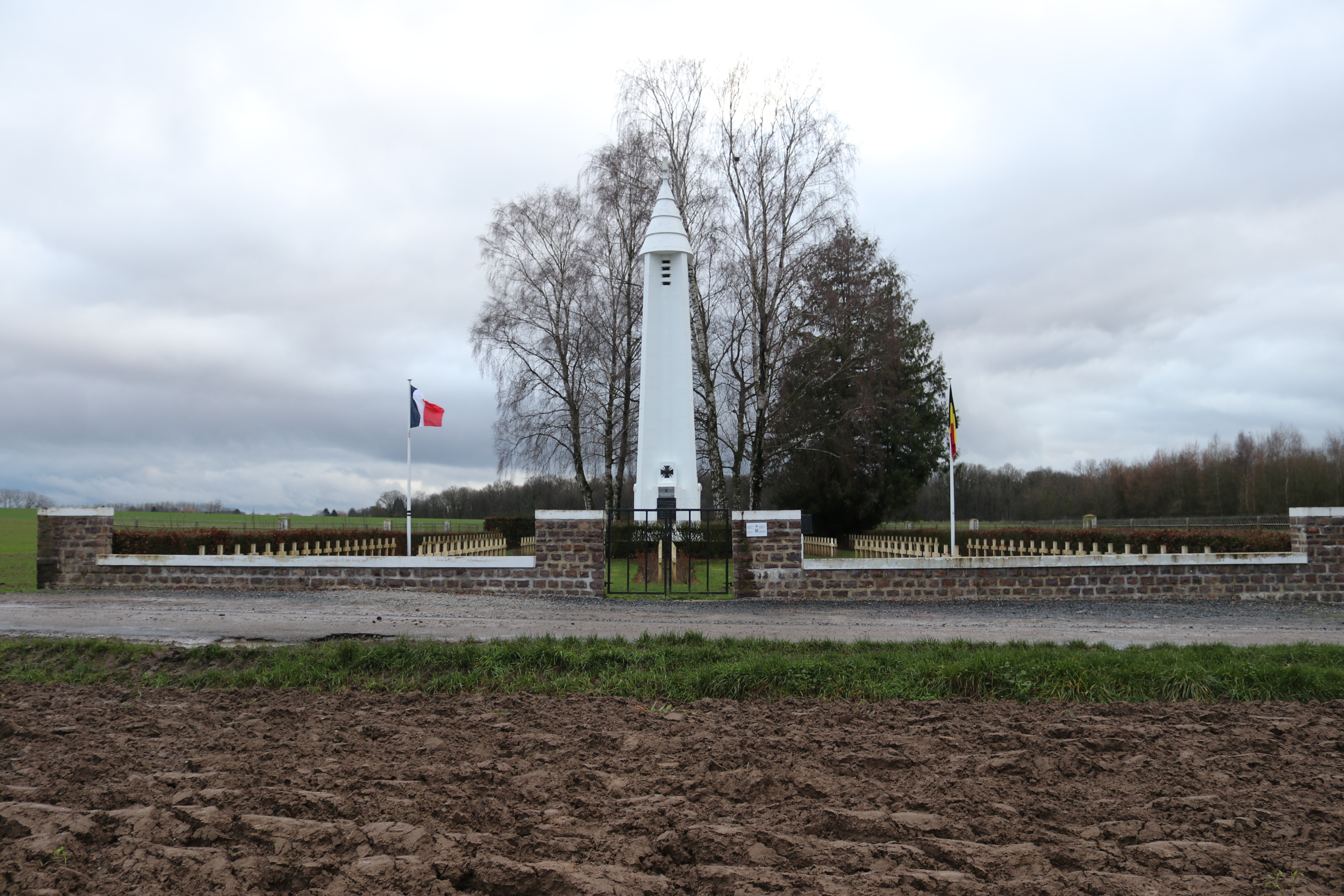
Le cimetière militaire d'Heuleu.

#### Première Guerre mondiale
En août 1914, les envahisseurs allemands saccagent le quartier de la Place Communale et le couvent de la Visitation. Ensuite, sur les hauteurs de Heuleu, ils engagent un combat acharné contre les troupes françaises qui leur bloquent la route. Des centaines d'hommes perdent la vie. Leurs corps sont ensuite rassemblés dans deux cimetières, dont un seul, celui des Français, existe encore aujourd'hui.
Le 16 décembre 1915, une crue de la Sambre emporte une péniche, détruisant le pont-levis, aujourd'hui disparu. Il a fallu faire appel aux soldats allemands pour retirer l'épave de la rivière.

#### Seconde Guerre mondiale
Le 14 mai 1940, pendant la bataille de France, un chasseur de la Luftwaffe mitraille des réfugiés sur les routes de Lobbes, faisant 43 tués. Cette année-là et en 1944, la commune dut aussi subir des bombardements causant d’importants dégâts et faisant de nombreuses victimes.

### Après guerre
En 1977, Lobbes fusionne avec Bienne-lez-Happart, Mont-Saint-Geneviève et Sars-la-Buissière.

## Politique et administration communale

### Conseil et collège communal 2024-2030
|                   | Collège              |             |
| Bourgmestre       | Steven Royez         | Les Engagés |
| Échevins          | Sophie Baudson       | Les Engagés |
| Échevins          | Christophe Fitdevoie | Les Engagés |
| Échevins          | Philippe Skilbecq    | Les Engagés |
| Échevins          | Stéphane Basile      | Les Engagés |
| Président du CPAS | Valérie Leporcq      | Les Engagés |

### Liste des bourgmestres de 1830 à aujourd'hui
- 1800-1805 : Joseph Gouttière, maire.
- 1806-1827 : Chrysostome Bernard, maire, mayeur, bourgmestre.
- 1828-1865 : Charles-Emmanuel Lavary.
- 1867-1878 : Bernard Pierre François.
- 1879 : François Joncret.
- 1882-1896 : François Stilmant, bourgmestre et industriel, (Parti libéral).
- 1898-1919 : Léon Duquesne, bourgmestre et notaire, (Parti Catholique).

- 1921-1926 : Louis Bernard, (POB).
- 1928-1939 : Charles Halbrecq, (Parti Catholique).
- 1939-1958 : Louis Bernard, (POB-PSB).
- 1959-1963 : Franz Van Sevenant, bourgmestre et colonel, (Parti libéral).
- 1988-1999 : André Levacq.
- 1999-2001 : Marcel Basile, (CDH).
- 2001-2006 : André Bondroit, (CDH).
- 2006-2018 : Marcel Basile, (CDH).
- 2018-2020 : Steven Royez, (CDH).
- 2020-2024 : Lucien Baudouin  (PS).
- 2024- : Steven Royez  (Les Engagés).

### Sécurité
Zone de Police 5912 Binche-Anderlues-Leernes-Quartier Lobbes/Anderlues, place communale.

### Centre Arthur Regniers[Note 1]
En 2022, le baron Jean-Marie Bogaert (ex-échevin MR de Lobbes) est arrêté, placé sous mandat d'arrêt et est incarcéré à la prison de Jamioulx,. Il gère une fondation (la Fondation Baron-Baronne Jean-Marie et Monique Bogaert) et deux asbl (Vestric et Les amis des infirmes moteurs cérébraux). Des réquisitions bancaires ont permis de découvrir des mouvements financiers qui posent question entre les comptes des asbl, de la fondation, et les comptes personnels de Jean-Marie Bogaert. À la suite du scandale, il est suspendu comme membre du Mouvement Réformateur par Denis Ducarme.

## Patrimoine majeur, curiosités et culture

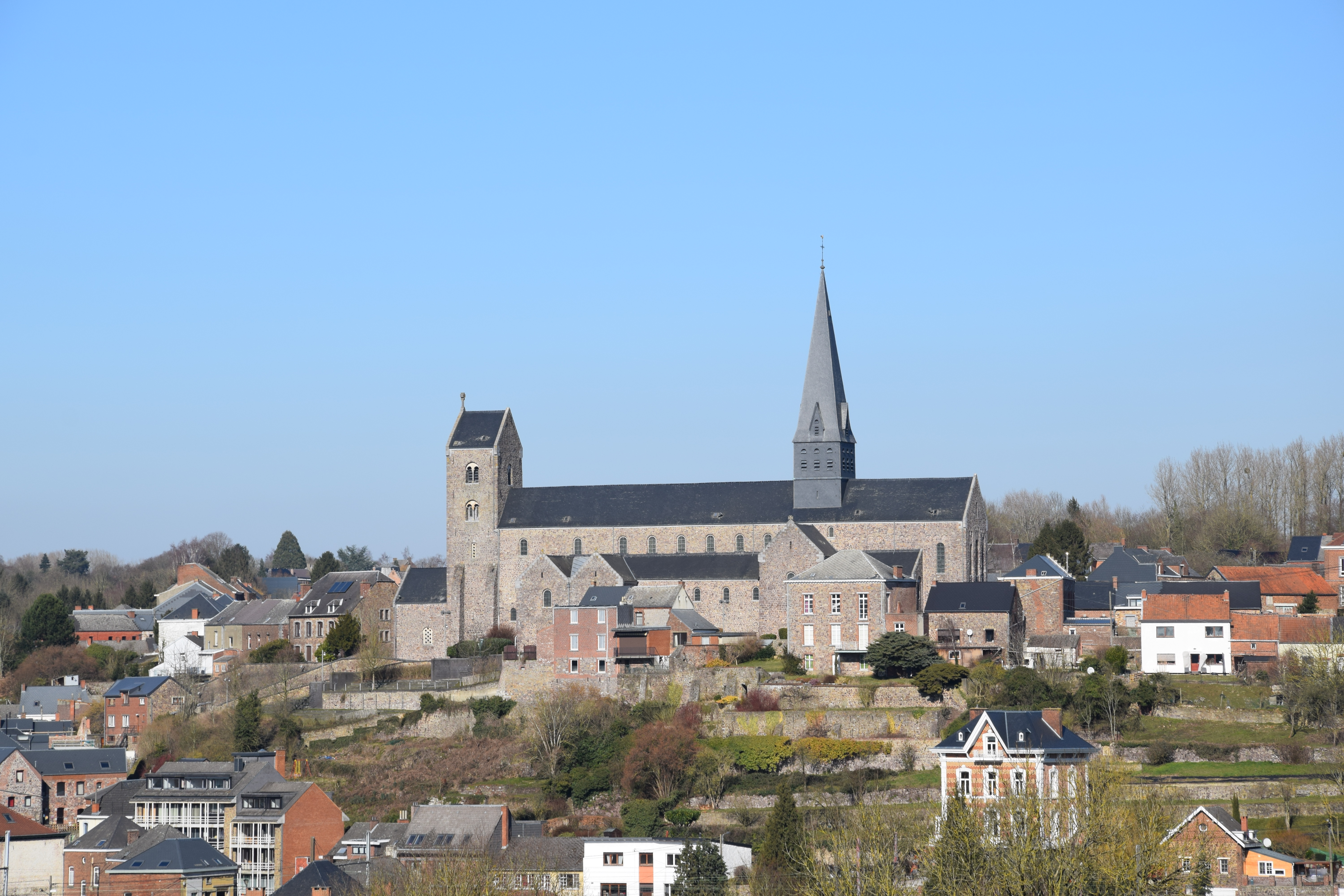
La collégiale Saint-Ursmer.

### Patrimoine architectural

#### Patrimoine majeur
- La collégiale qui porte le nom de Saint-Ursmer fondée au IXe siècle fait partie du Patrimoine majeur de Wallonie. Elle est reconnue comme la plus ancienne église de Wallonie. La nef et les deux transepts datent de l’époque carolingienne. À partir de la fin du XIe siècle ou, d’après une étude récente, dès la fin du Xe siècle, période durant laquelle un chapitre de chanoines fut instauré, l’église a été modifiée, notamment par l’agrandissement du chœur et la transformation de la vaste crypte semi-enterrée encore préservée aujourd’hui[14].La portelette.

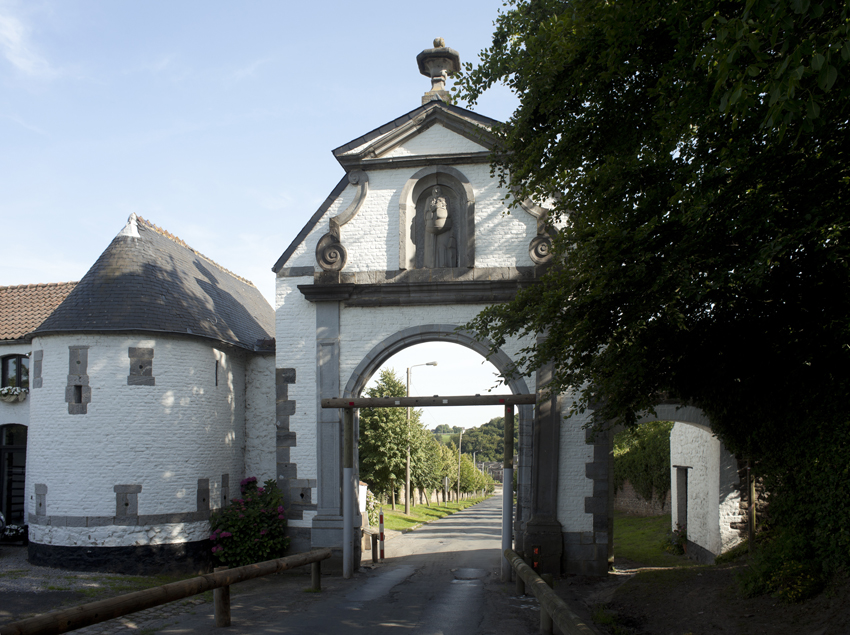
La portelette.

- Ancienne abbaye. Fondée au VIIe siècle par Saint-Landelin, l'abbaye devint, au Xe siècle, l'un des principaux foyers culturels de la région. Elle connut une nouvelle période de prospérité au XVIIIe siècle, marquée par d'importantes reconstructions sous l'abbatiat de Théodulphe Barnabé (1728-1752). Cependant, l'abbaye fut saccagée pendant la Révolution française en 1794, puis détruite en 1817. Les matériaux furent réutilisés pour restaurer les fortifications de Charleroi[15].

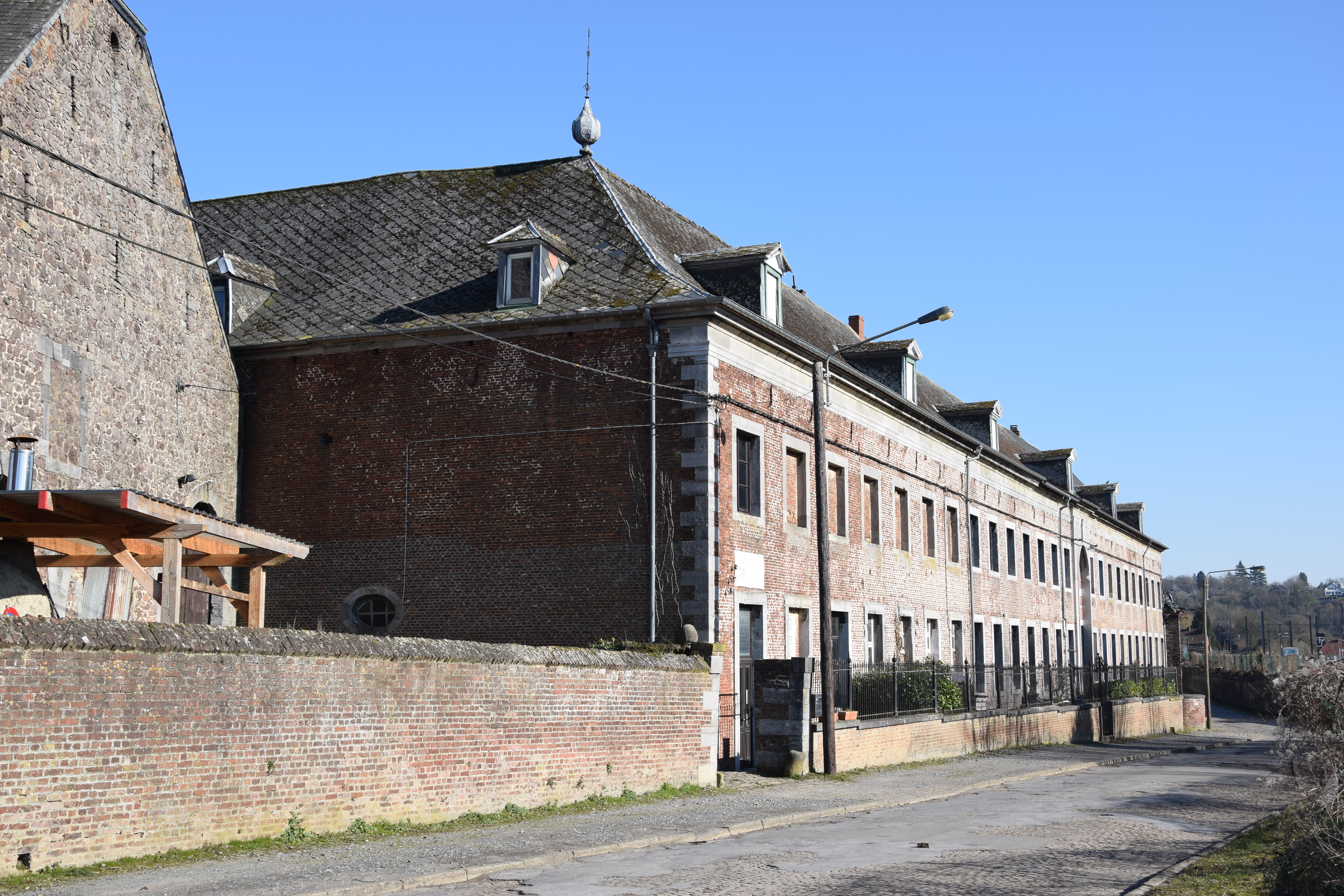
L'ancienne ferme abbatiale devenu dépôt de brasserie.

  -  L'ancienne ferme abbatiale devenu dépôt de brasserie.La portelette, qui marque la limite du domaine de l'abbaye datant de la fin du XVIIe siècle en style baroque[16], abrite dans ses deux niches les statues de Saint-Ursmer et de Saint-Landelin. La tourelle accolée au mur, construite au XVIe siècle, faisait partie du système défensif. Les murs, quant à eux, remontent au XIIIe siècle[17]. Une réplique de la portelette se trouve à Valle Hermoso en Argentine[18]’[Note 2].
  - Ancienne ferme abbatiale. Construite sous l'abbatiat de Théodulphe Barnabé[15].

- Lobbes est traversée par un tramway touristique qui rejoint Thuin[19]. Cependant, la commune a récemment voté une résolution demandant qu'une section importante d'un intérêt historique significatif soit déferrée pour y installer un espace de parking.

#### Curiosités

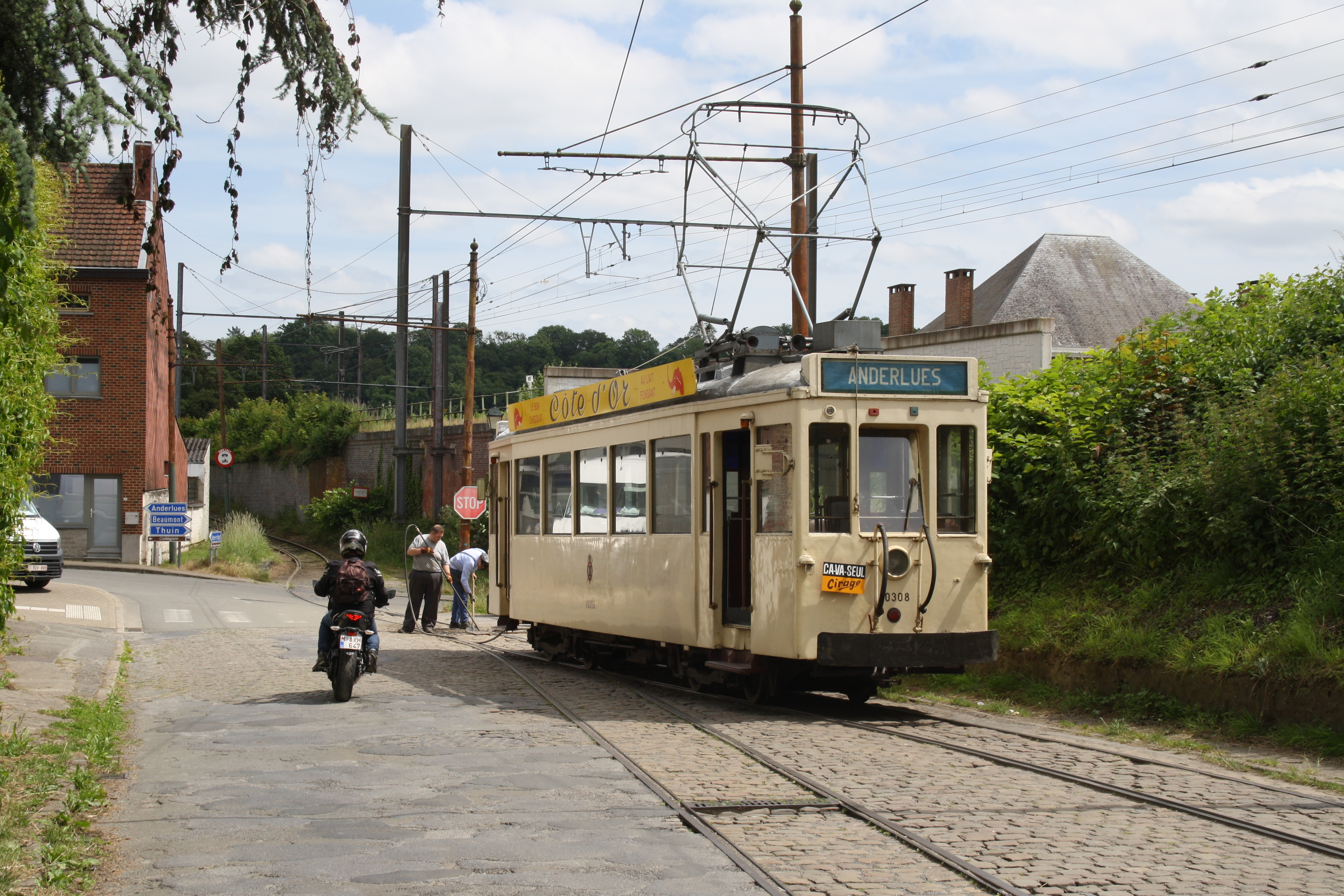
Tramway touristique de Lobbes-Thuin.

- Tramway touristique de Lobbes-Thuin.L'ancien pensionnat de la Visitation, rue Paschal. Il a été édifié entre 1874 et 1876[20]. Jusqu'en 1948, le couvent était une école libre (primaire et moyenne pour filles)[21]. Aujourd'hui, le couvent a été démoli sauf la façade qui donne sur la rue. À l'arrière se trouve une maison de retraite et une crèche.

- L'ancienne maison communale. Construite par Alexis Dumont en 1923 et 1924[22], pour remplacer l'ancienne détruite durant la guerre de 1914-1918 par les troupes allemandes, elle se situe sur la place communale. Elle est devenue un poste de police et une salle d'expositions, tandis que l'administration communale a déménagé dans un bâtiment situé entre le pont du chemin de fer et la Sambre.

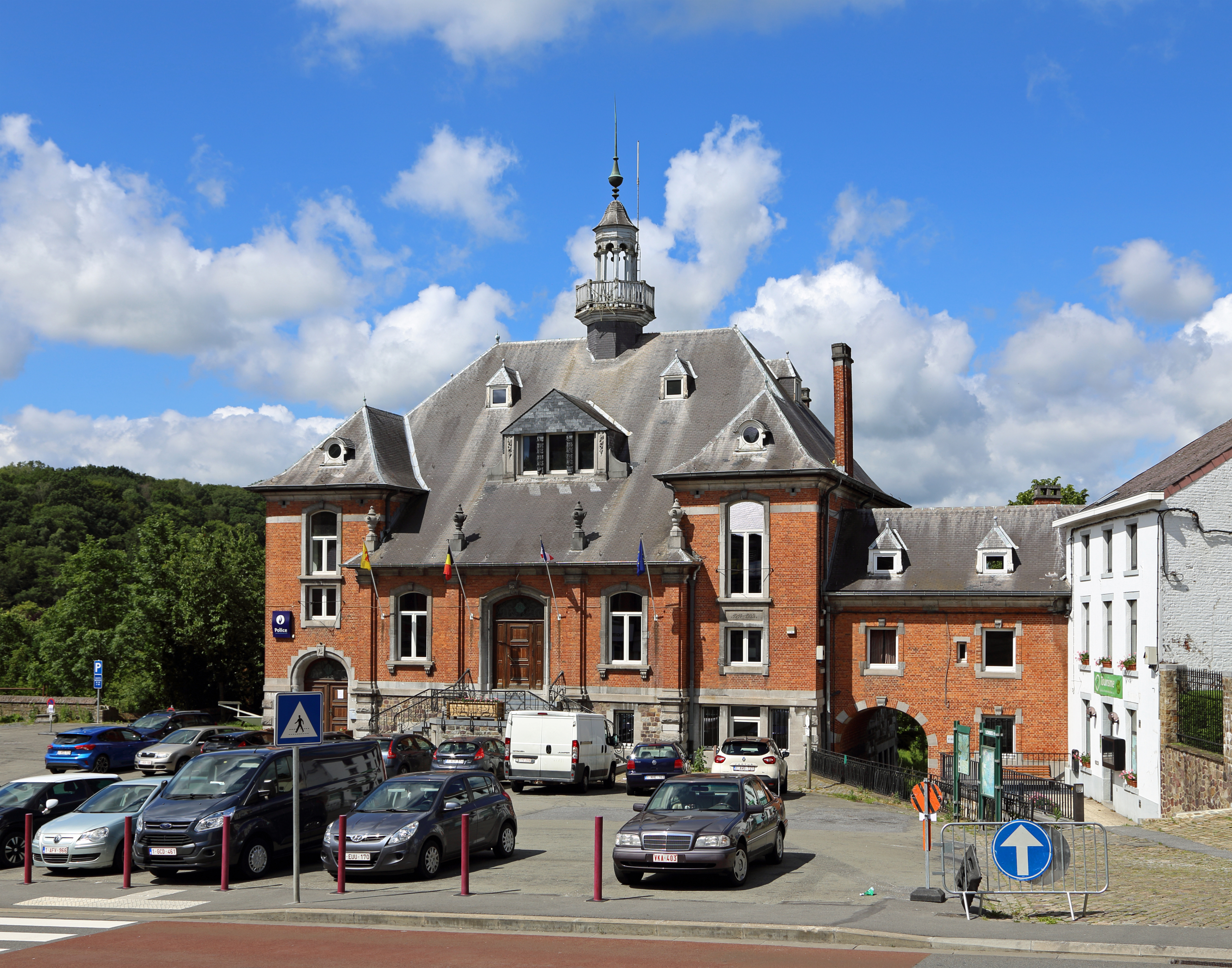
L'ancienne maison communale.

- L'ancienne maison communale.L'église du Sacré-Cœur, construite en 1913, est un édifice au style éclectique conçu par l'abbé Vanding[23]. L'église a été incendiée le 15 février 1956[24]. Elle se trouve dans le quartier des Bonniers, au nord de Lobbes-Centre.
- Clinique Saint-Joseph. Ancien bâtiment de l'abbaye. Construite par l'architecte Hosdain.
- Le jardin de Folcuin. Créé en 1997, ce jardin est l'héritage des traditions horticoles des moines, préservées pour lutter contre les famines et les épidémies. Géré par des bénévoles, il offre un espace de convivialité, avec des panneaux didactiques permettant de découvrir l'histoire de ce jardin féodal[25].
- Chapelle Notre-Dame de Hal, sur le chemin de halage.
- Chapelle Notre-Dame aux Charmes, elle se situe Lobbes-Bonniers.
- Chapelle Saint-Roch, se situe sur les hauteurs à l'ouest de la commune.
- Tour blanche dans la nécropole d'Heuleu dédiée aux 226 soldats français tombés au champ d'honneur au cours de la bataille de Charleroi au début de la Première Guerre mondiale.

Voir aussi la liste du patrimoine immobilier classé de Lobbes.

### Culture

#### Folklore et traditions
Le carnaval de Lobbes, créé en 1910, a un caractère unique: les Hottes, vêtues de costumes de grand-mère, transportent leurs maris dans leur hotte. Les Nonancourts, un groupe folklorique, ont été fondés au début du XXe siècle, Formant une société musicale unique, avec un costume revisité et des interprétations originales. Il existe aussi d'autres sociétés comme les Sorcières lobbaines, les Gilles, les Paysans, etc. Chaque dernier week-end de septembre a lieu à Lobbes la Ducasse 1900. Pendant les mois d'été, la tradition des joutes nautiques perdure au pont de Sambre grâce aux deux sociétés lobbaines. Remise en lumière par le père Luc en 1995, la procession menée par la confrérie des archers de Sainte-Appoline remonte à ses origines au XVIIe siècle.

#### Musée
Lobbes possède un musée sur le miel, rue de la Fontaine Pépin.

#### Bibliothèque
Réserve centrale du Réseau public de la Lecture (Fédération Wallonie-Bruxelles), rue Rue des Quatre d'Gins 36.

## Enseignement
- École communale du Centre[33].
- École communale des Bonniers[33].
- École libre de Lobbes.

## Galerie

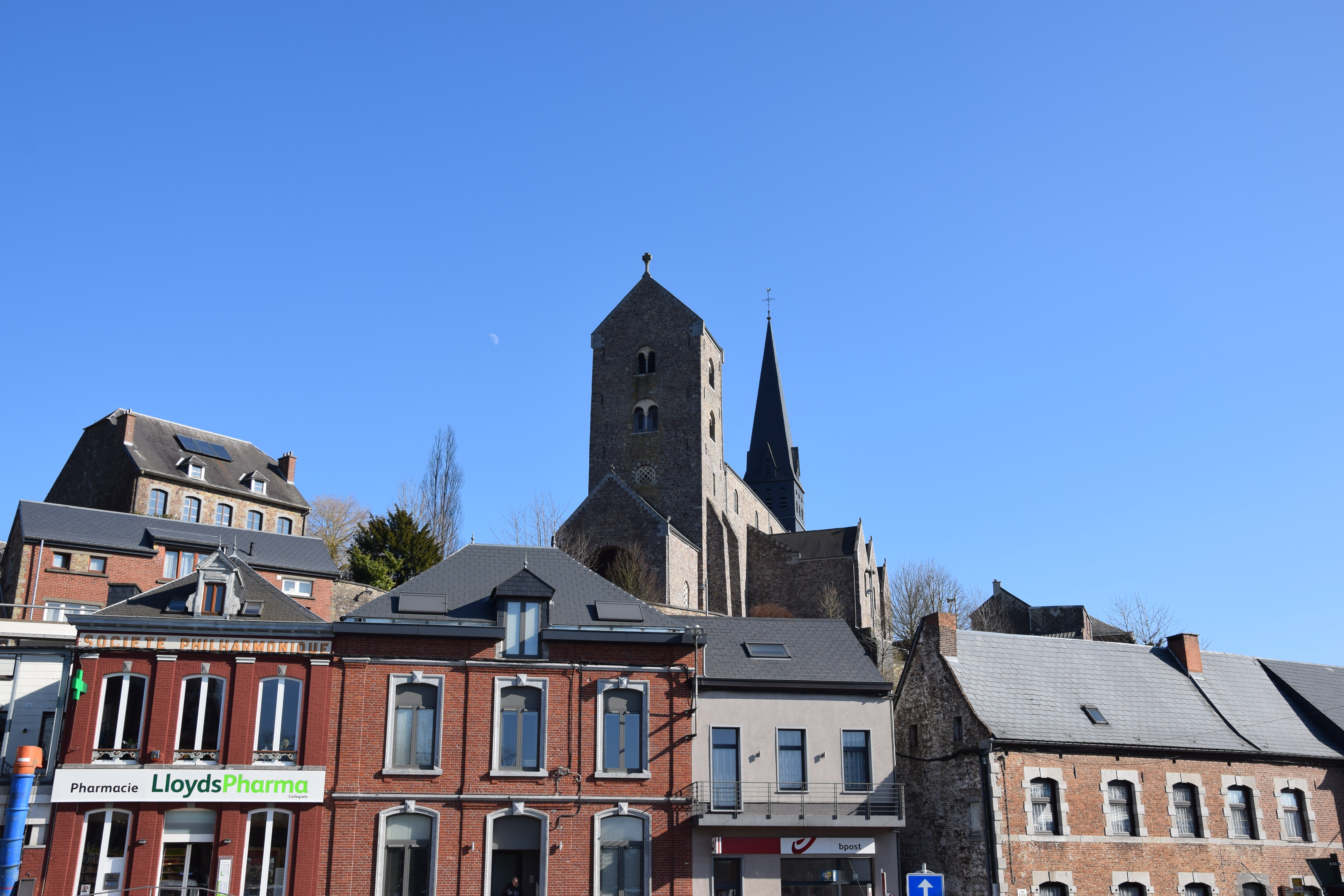
La collégiale vue de la place communale.
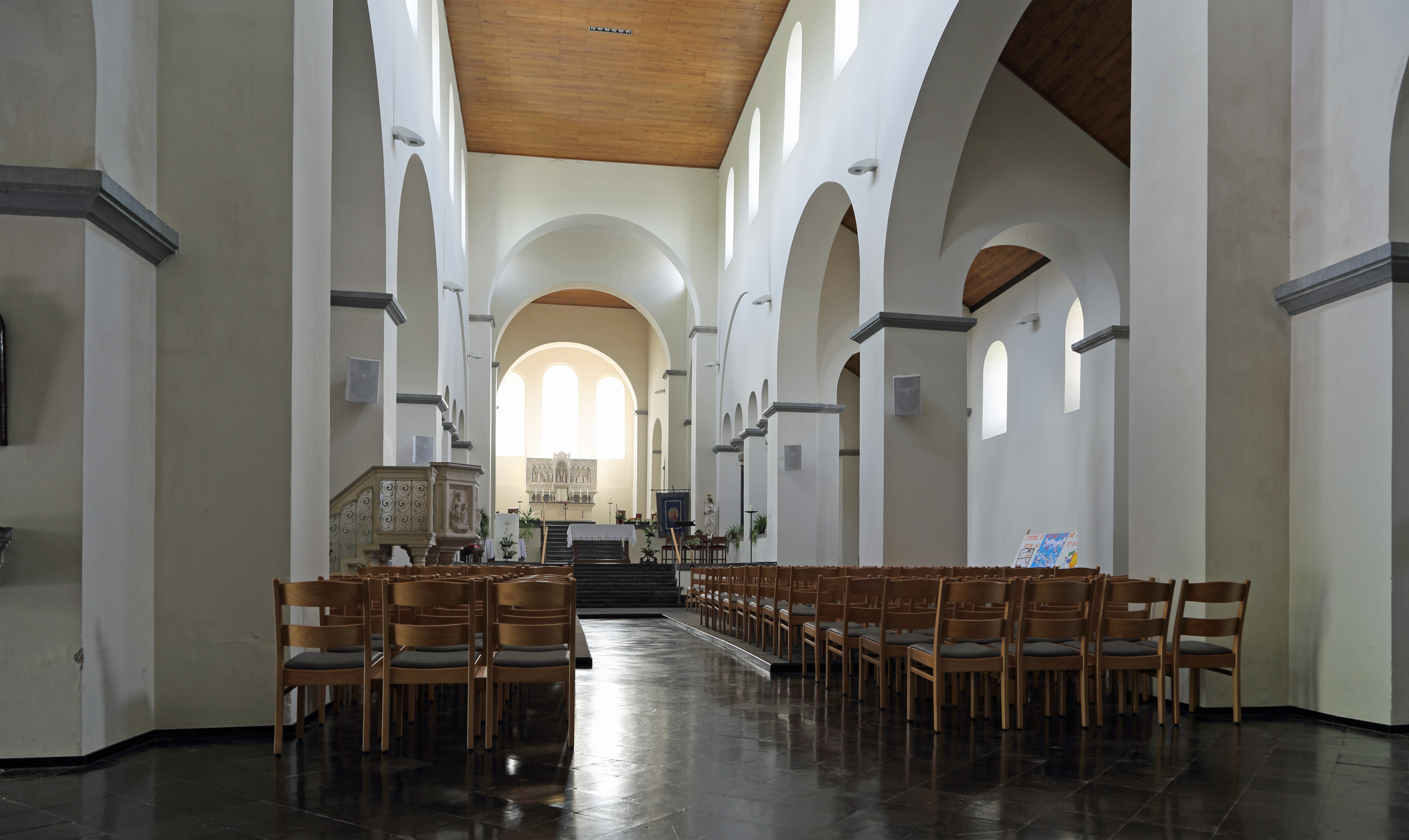
L'intérieur de la collégiale.
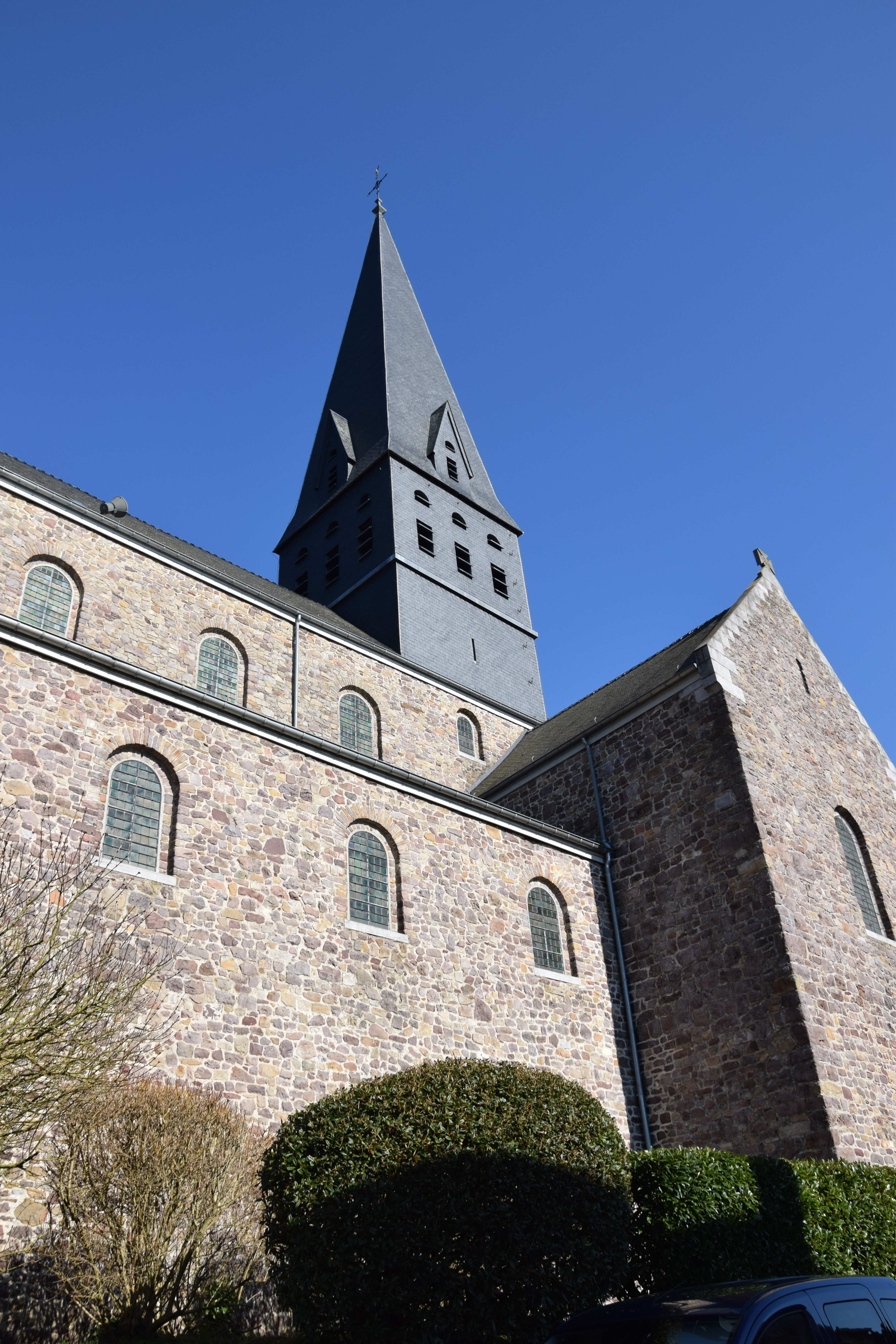
La flèche de la collégiale (1865[34]).
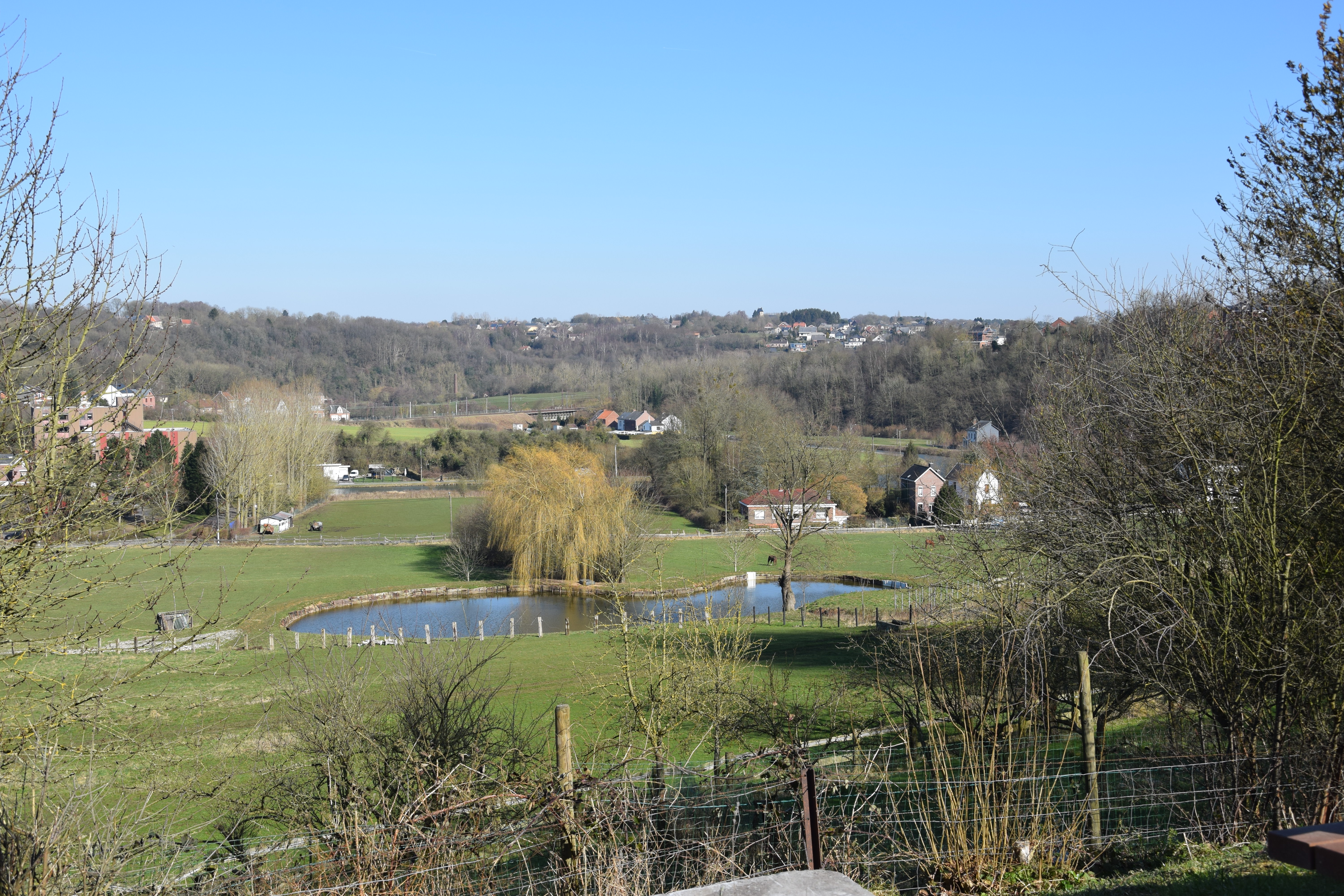
Panorama vers les Waibes (Thuin).
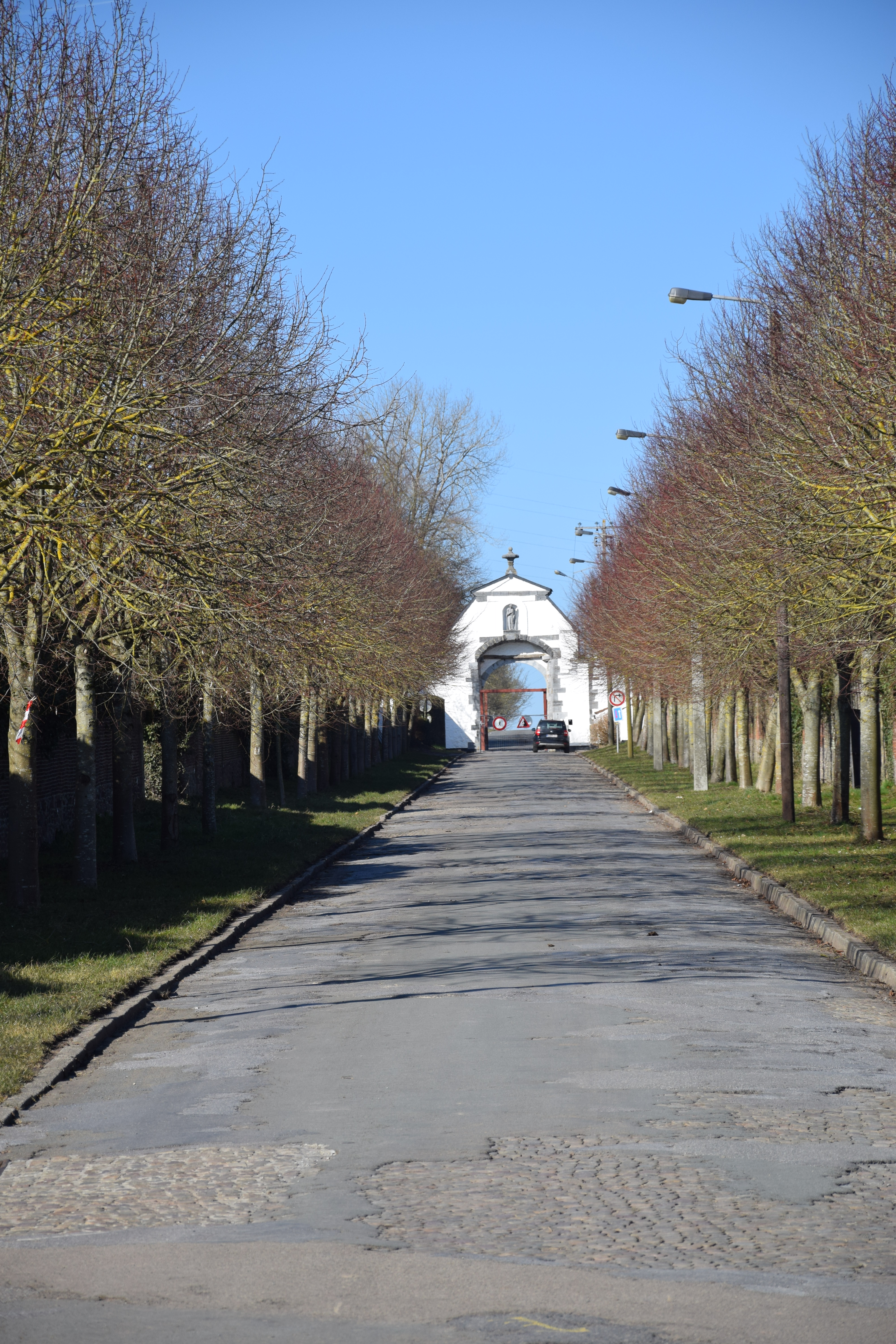
L'avenue de la portelette.
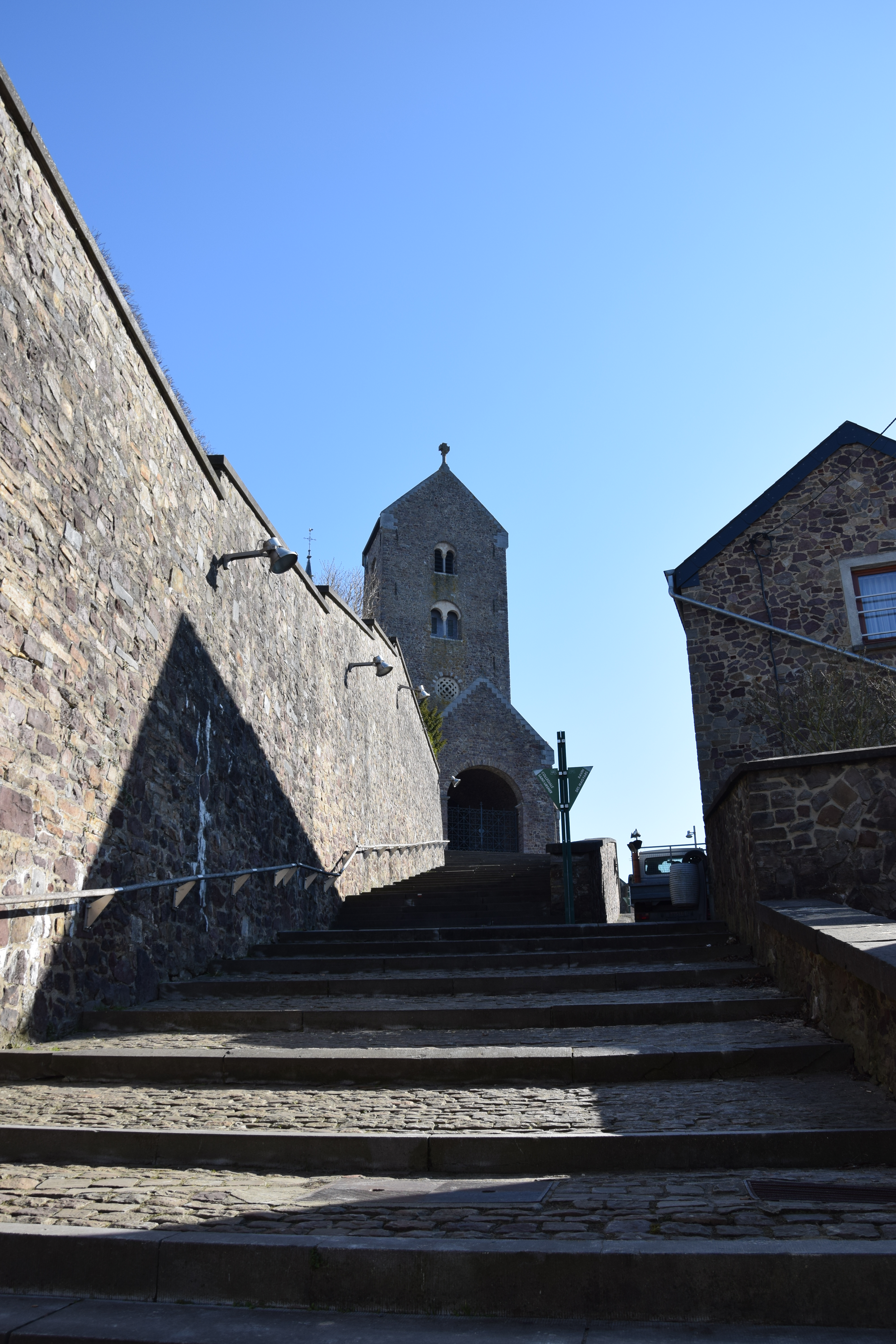
Escalier de la collégiale.
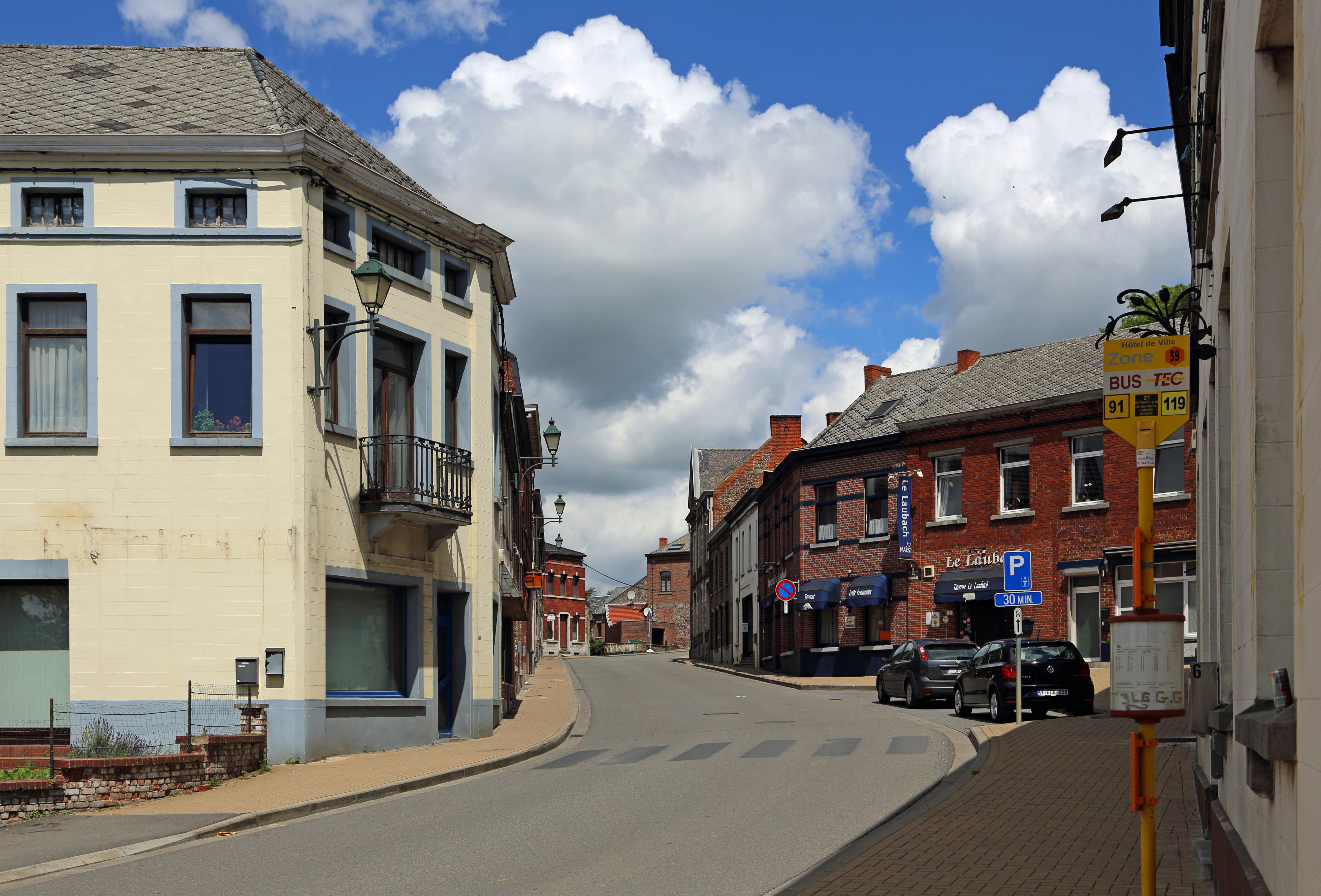
La Grand'rue.
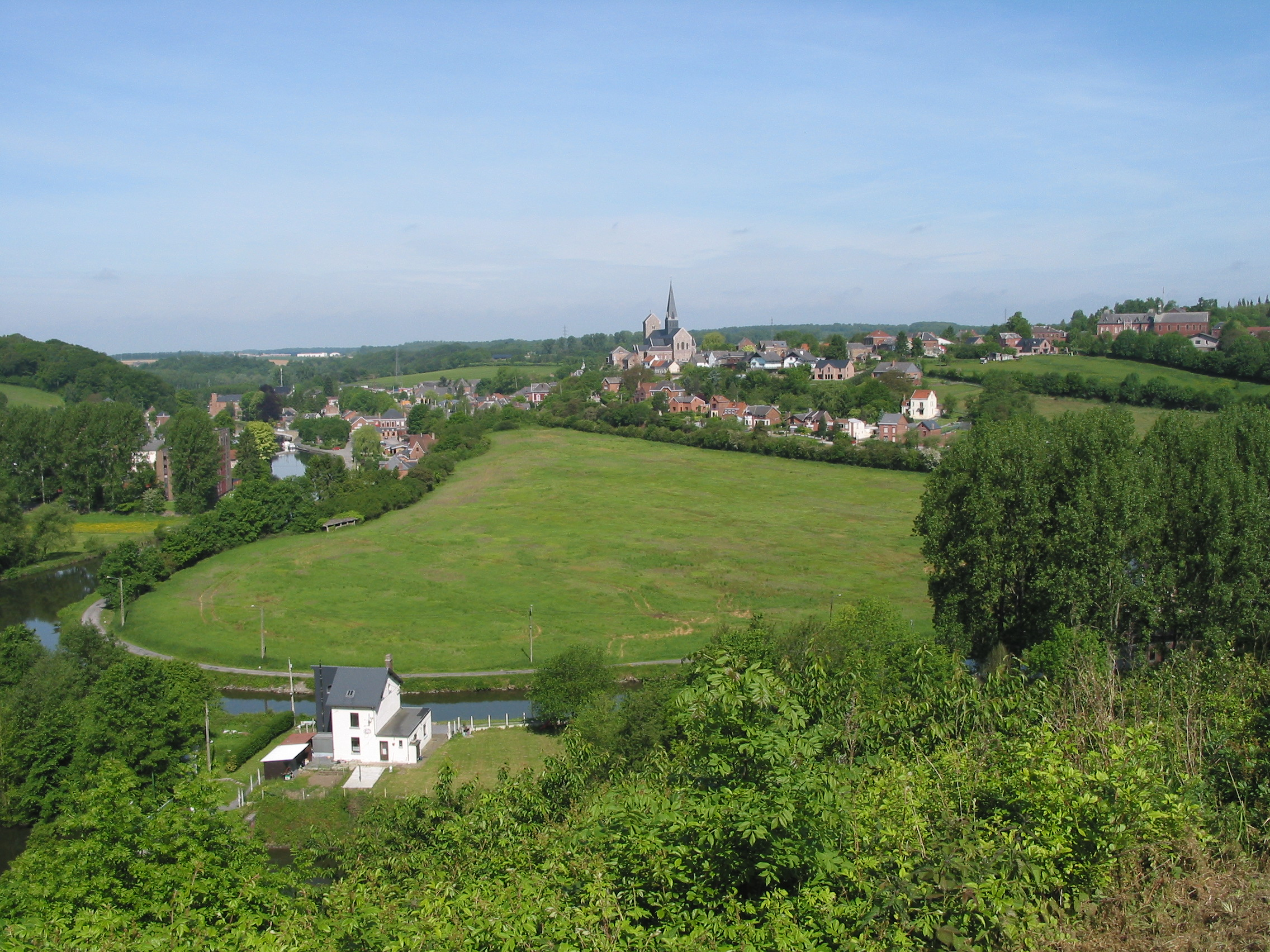
Panorama depuis le point de vue à Thuin.

## Lieux publics

### Cimetières
Lobbes possède deux cimetières : 
- cimetière de Lobbes et la nécropole de Heuleu ;
- cimetière aux 226 soldats français tombés au champ d'honneur au cours de la bataille de Charleroi au début de la Première Guerre mondiale. Une tour blanche domine le cimetière.

### Salle polyvalente
La commune possède une salle polyvalente « Les Blés Verts ».

## Économie
L'économie de Lobbes s'est principalement développée grâce à l'exploitation des carrières de grès, dont les blocs étaient transportés vers la gare par wagonnets. Jusqu'au début du XXe siècle, la Sambre attirait également des fonderies et un chantier naval. De l'autre côté, le long de l'actuelle rue de la Saline, un quartier abritant de petites industries comme une saline, une savonnerie, une brasserie et une briqueterie s'était établi au bord de l'eau. Aujourd’hui, c’est la qualité de vie de l’endroit qui y attire non seulement une population avide de calme et d’air sain mais aussi des touristes épris par la beauté de ses sites naturels et architecturaux de la Thudinie.

### Tourisme

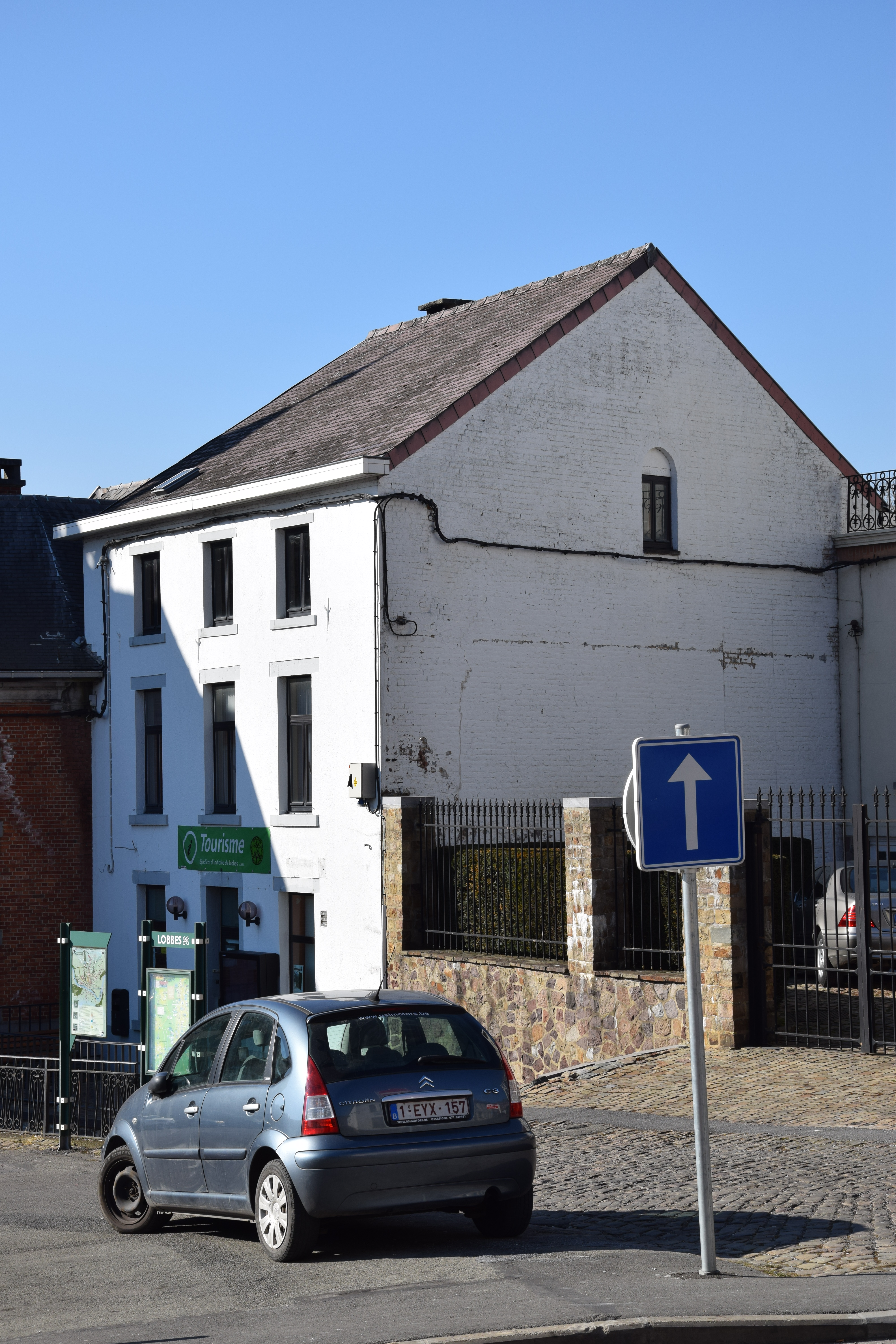
L'office du tourisme.

Lobbes est composée de circuits de randonnées à travers la commune. Visite guidée de la collégiale Saint-Ursmer et des activités pendant l'année. Le syndicat d'initiative se trouve au no 17 place Communale.

### Entreprises
La plupart des entreprises sont situées dans le zoning Lobbes-Thuin créé dans les années 1970 :
- Bidfood, service de distribution de nourritures pour maisons de repos, hôpitaux, écoles et entreprises[38];
- Drinks Distri Boissons Lobbes[39].
- Full Mazout (société de livraison de mazout, diesel, pellets et de bois de chauffage)[40];
- Intérieur et Chaleur, entreprise de chauffage[41];
- Multi-Service Découpe SA[42];
- Full Logistic Thuin SA (service de transport)[43];
- Acos-Visoderm (laboratoire de cosmétique)[44].

### Commerces
Lobbes possède des petits commerces dans le centre et dans le quartier des Bonniers (cafés, friteries, épicerie, etc.

#### Brasserie
Brasserie du Val de Sambre qui se situe dans le Zoning Lobbes-Thuin.

#### Produits du terroir
Domaine de la Portelette, vignes. Ferme du Champ du Loup, ferme pédagogique avec un magasin de produits locaux.

### Transport et communication

#### Route

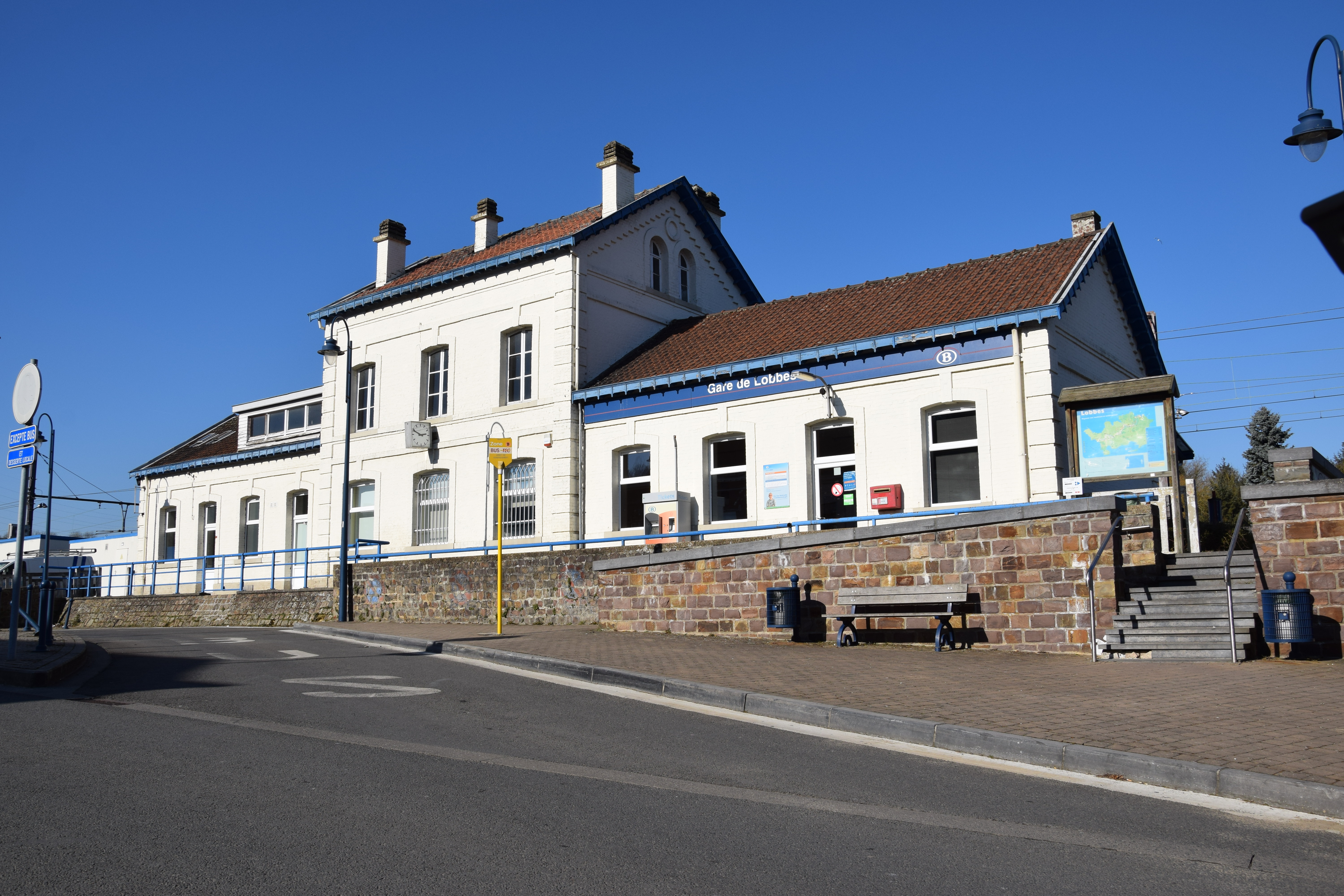
La gare de Lobbes.

Position centrale par rapport aux axes de mobilité (N59, N40 et N55, entre autres : à 5 minutes d’Anderlues et de Thuin, 20 minutes de Charleroi et de Binche, et 40 minutes de Mons).

#### Train
Situé au croisement des lignes Charleroi-Erquelinnes construite de 1845 à 1852 et de Mons-Chimay désaffectée,.
La commune de Lobbes est traversée par la ligne 130A, de Charleroi à Erquelinnes, qui passe dans les localités de Mont-sur-Marchienne, Marchienne-au-Pont, Landelies, Hourpes, Thuin, Lobbes, Fontaine-Valmont, Labuissière, Solre-sur-Sambre et Erquelinnes-Village et Erquelinnes.

#### Bus
Lobbes est desservi par les lignes des TEC : 21, 91, 109b et 119.

### Santé

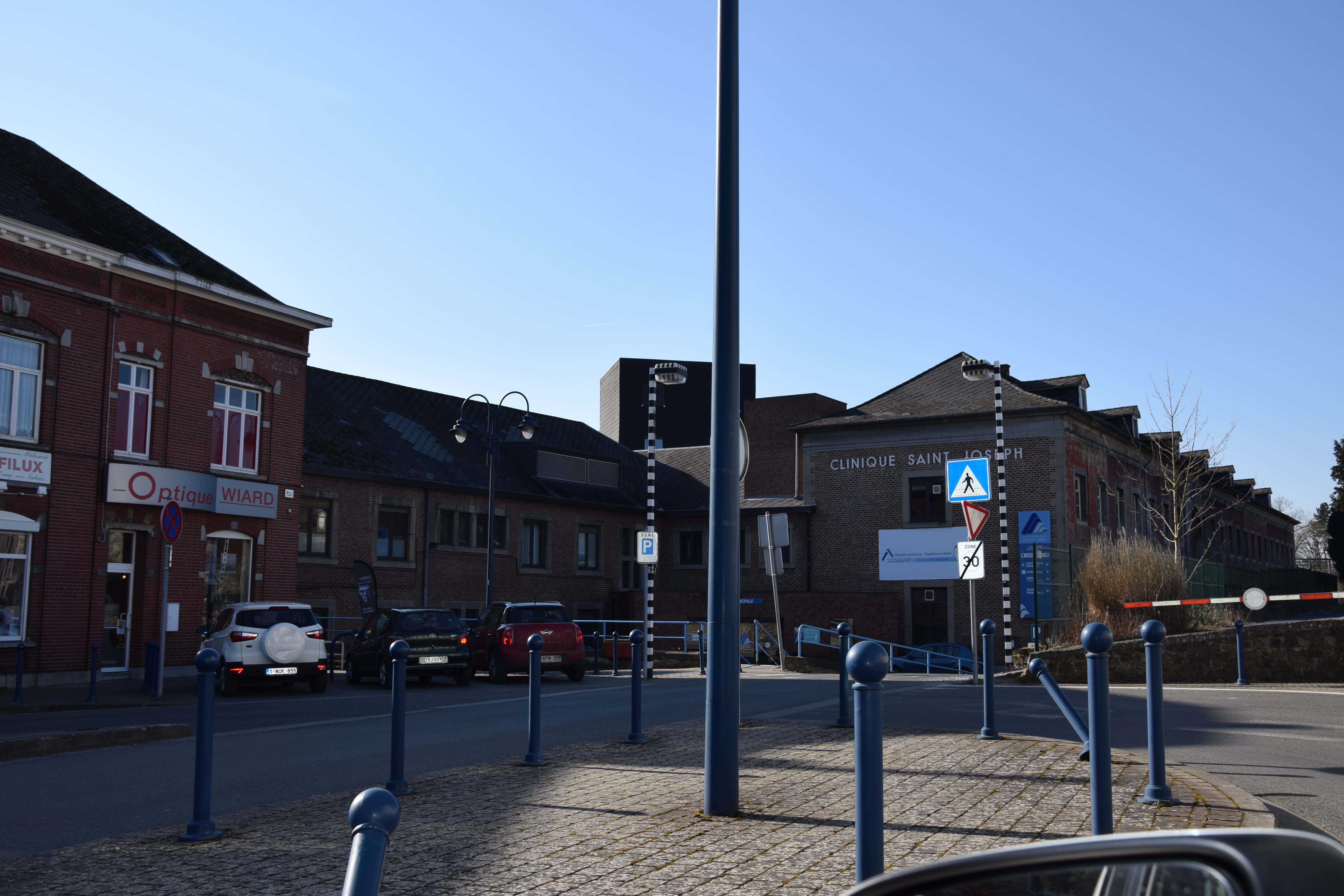
La clinique Saint-Joseph.

- La clinique Saint-Joseph faisant partie du Centre hospitalier de Jolimont-Lobbes, aujourd'hui Helora[54].
- La Visitation, Maison de repos et résidence services[55], rue Paschal.
- Une résidence-service ouverte au début de 2023[56].
- Crèche Les Petits Canailles[57], à côté de la Visitation.

## Sports et vie associative

### Sports

#### Infrastructures
- Complexe Le Scavin.
- Stade de football Roger Langelez.
- Piscine Aquacenter[58], rue Paschal sur le site de la Visitation.

### Vie associative
Patronage Jean XXIII et Sainte-Agnès de Lobbes.

## Personnalités
- Saint-Hidulphe (VIIe siècle-707), moine qui fonda le monastère Sainte-Waudru qui fut à l'origine de la ville de Mons[59].
- Saint-Ursmer (664-713), moine de l'abbaye Saint-Pierre.
- Saint-Abel (?-v.755) évêque de Reims, mort à l'abbaye Saint-Pierre.
- Dieudonné Dagnelies (1825-1894), compositeur et chef d'orchestre.
- Alfred Wotquenne (1867-1939), bibliothécaire en musicologue mort à Antibes (France).
- Philippe Dubois (né en 1958), peintre qui signe ses œuvres sous le pseudonyme de Phébus.
- Catherine Lallemand (née en 1979), athlète.
- Jonas Van Genechten (né en 1986), coureur cycliste.
- Romain Zingle (1987-), coureur cycliste belge, y est né.
- Lucas Walbrecq (né en 1996), footballeur.